# Українці у Білгородській області
Українці — одна з найбільших національних громад Білгородської області, що сформувалася історично та внесла значний внесок в освоєння та розвиток Білгородщини.
Історично українці — корінний (автохтонний) народ цього регіону.
У XVI—XVIII століттях цей прикордонний край активно заселявся. Осідаючи тут поблизу фортець Білгородської оборонної лінії, що перегороджувала кримським татарам дорогу в Російську державу, переселенці брали на себе сторожову службу та військовий захист прикордоння. У часи царювання Анни Іванівни, відповідно до «Рішительних пунктів» Данила Апостола, землі стали надаватися переважно вихідцям з Правобережної України, що перебувала під владою Речі Посполитої, які бажали отримати вільні землі.

## Історія і демографічний аспект
Основні риси ентічної структури населення території сучасної Білгородської області сформувались ще в XVII—XVIII столітях і залишалися такими аж до рубежу 1920-1930-х рр. В процесі заселення півночі Слобожанщини в регіон направлялись два приблизно рівних по величині етнічних потоки: російський — з півночі, с територій нинішніх областей Центральної Росії  й український — із заходу, в основному — з Правобережної України. Прибуваючи на територію Білгородщини, росіяни й українці освоювали і заселяли нові землі практично не утворюючи спільних поселень, за винятком деяких міст-фортець. Як зазначав Д. І. Багалій «взаємодія та модифікація великорусів та малорусів були вкрай незначні в межах Слобідської України … через те, що жили вони у різних селищах та рідко змішувалися один з одним шляхом шлюбів».
Істотні відмінності відзначалися і соціальному складі колонізаційних потоків. Серед росіян у XVI—XVII ст. переважали «служилі люди» (пізніше стали основою стану однодворців), а XVIII — початку XIX — кріпаки, які переводилися цілими поселеннями освоєння дарованих чи придбаних земель. Українська колонізація, навпаки, мала вільний, практично ніким не організований характер, а серед переселенців переважало козацтво та вільне селянство..
Академік Багалій заявляв, що при заселенні Слобожанщини «боротьба [між росіянами та українцями] відбувалася не рідко, оскільки для неї була одна постійно діюча причина — змішання на одній території двох управлінь (наказово-російського та малоросійського) та двох колонізаційних типів». «Черкаси, як вільні вихідці з-за польського рубежу, які користувалися правом вільного переходу, не хотіли приймати він тих повинностей, які несли великоросійські служилі люди».
Пізніше, вже у XVIII—XIX столітті, зі втратою стратегічного значення прикордонного регіону, який охороняв рубежі Російської держави, українське населення Слобожанщини, яке значною мірою складалося з козаків, втратило основну частину своїх автономних прав, а найбільший його соціальний прошарок — селянство — і зовсім було закріплено.

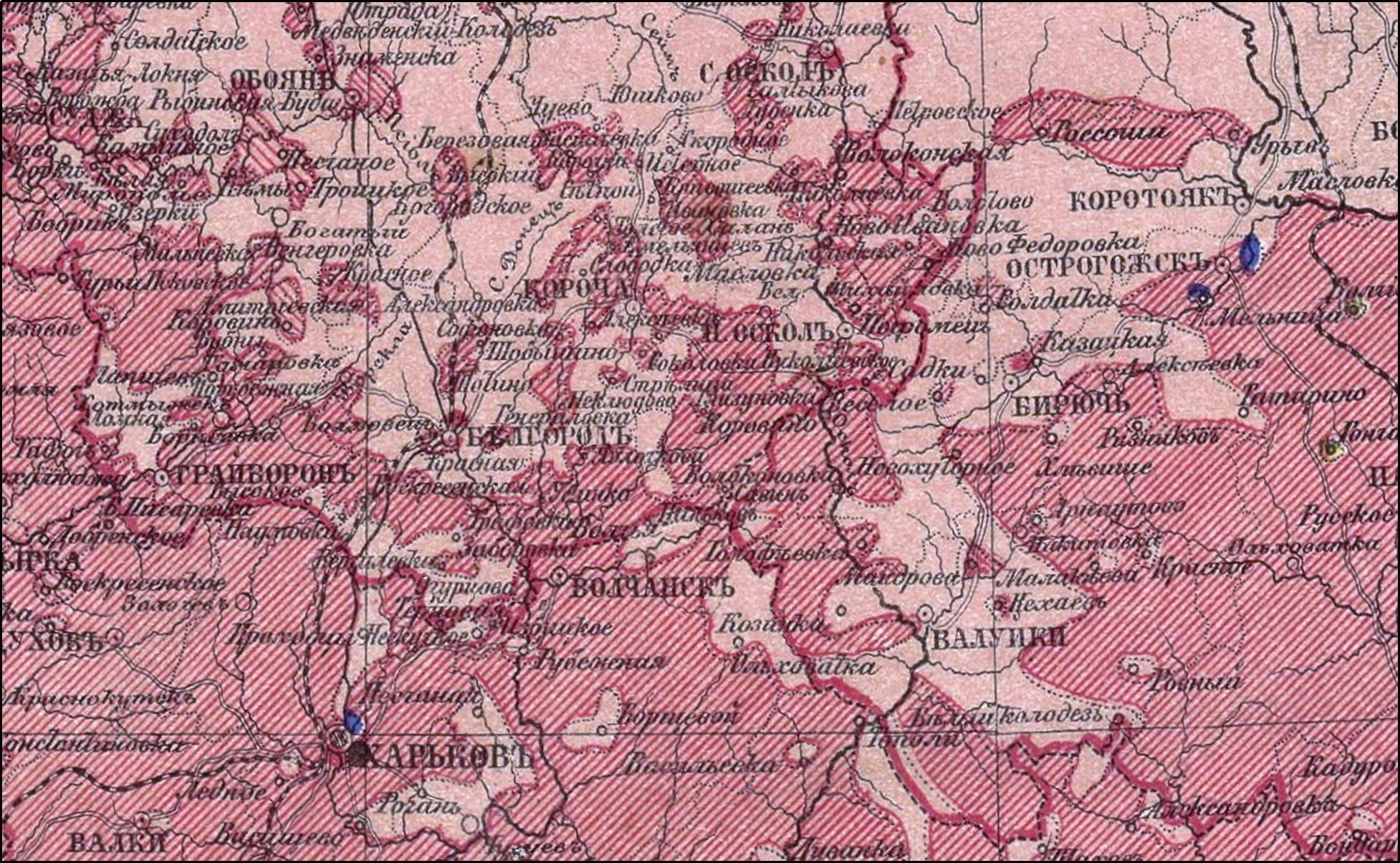
Етнічний склад Північної Слобожанщини, фрагмент карти А. Ріттіха 1875 г. (легенда: рожевий — росіяни, рожевий штрихований — українці)

Співвідношення східнослов'янських ідіомів у межах сучасної Білгородської області за переписом 1850 р. у Курській губернії:
| Повіт            | великороси (росіяни) | малороси (українці) |
| ---------------- | -------------------- | ------------------- |
| Область загалом  | 53,0 %               | 46,9 %              |
| Білгородський    | 60,0 %               | 40,0 %              |
| Грайворонський   | 43,5 %               | 56,5 %              |
| Корочанський     | 71,2 %               | 28,8 %              |
| Новооскільський  | 34,7 %               | 65,3 %              |
| Старооскільський | 89,0 %               | 11,0 %              |
| Бірюченський     | 25,9 %               | 74,0 %              |
| Валуйський       | 47,0 %               | 52,8 %              |

На час фіксації етно-національного складу населення території сучасної Білгородської області наприкінці XIX століття (перепис 1897 р.) і відразу після закінчення громадянської війни (переписи 1920 і 1926 рр.), незважаючи на більш ніж три вікове спільне проживання в регіоні, два найбільші етнічні спільноти зберігали основні риси національної ідентичності — мову, традиції, матеріальну культуру тощо. Ця обставина не скасовує і взаємного впливу росіян та українців, що виявляється, насамперед, у господарських та побутових речах.
У XX столітті розвиток етно-національної ідентичності населення Білгородського регіону (втім, описані нижче тенденції тією ж мірою відносяться і до Воронезького та Курського регіонів) можна поділити на періоди. Перший — до 1930-х рр., коли в регіоні продовжувався інерційний розвиток двох етнічних груп — росіян та українців, як народів, які живуть у тісному господарському та економічному контакті, проте відтворюють у своїх сільських громадах етнічну ідентичність. Наприклад, як зазначає Л. Н. Чижиковий: «Наречену та нареченого воліли обирати в межах свого села. Але в тому випадку, якщо не могли підшукати наречену у своєму селі, українці їздили сватати в українські села, як би далеко вони не були розташовані, а росіяни — у села, населені росіянами». У межах Білгородської області за переписом 1897 р. населення розмовляло двома наріччями: великоросійським і малоросійським. Із зазначеного перепису в радянській ідеології етнічного відокремлення народів Росії було зроблено висновок, що на території сьогоднішньої Білгородської області росіян проживало — 673 166 осіб, українців — 439 926 осіб.
| Повіт            | великороси (росіяни) | малороси, (українці) |
| ---------------- | -------------------- | -------------------- |
| Область загалом  | 60,1 %               | 39,5 %               |
| Білгородський    | 78,0 %               | 21,2 %               |
| Бірюченський     | 29,2 %               | 70,2 %               |
| Валуйський       | 48,6 %               | 51,1 %               |
| Грайворонський   | 40,9 %               | 58,9 %               |
| Корочанський     | 65,3 %               | 34,3 %               |
| Новооскільський  | 48,9 %               | 51,0 %               |
| Старооскільський | 91,3 %               | 8,4 %                |

У період з 1897 р. по 1926 р. співвідношення російського та українського населення на території сучасної Білгородської області, незважаючи на найтяжчі потрясіння, що випали на ці роки, практично не змінилося: російські — 56 % наприкінці XIX ст. і 58 % — у 1926 р., українці відповідно — 44 % і 42 %.
У перші роки радянської влади в регіоні зберігається усталений віками характер територіального проживання двох громад: росіяни домінують у північній частині сучасної Білгородської області та у більшості міст — Білгороді, Старому Осколі, Валуйках, а українці у прилеглих до УРСР західних, південних та східних повітах, а також у деяких містах та великих селищах — Корочі, Борисівці, Бірючі, Чернянці, Великомихайлівці.
На 1920-і роки припадає період «коренізації», коли згідно з принципами рівності всіх народів та міжнародного характеру СРСР, в районах з переважно українським населенням діловодство та мова навчання були перекладені з російської на українську. Оскільки результати перепису населення 1926 г. показали переважання українського населення на території 11 сучасних районів Білгородщини (Алексєєвський, Борисівський, Вейделевський, Волоконівський, Грайворонський, Краснояружський, Красненський, Красногвардійський, Новооскільський, Ровенський й Чернянський), то і практика «коренізації» охопила практично половину території нинішньої Білгородської області.
Національний склад адміністративних одиниць на території сучасної Білгородскої області за даними Всесоюзного перепису населення 1926 г.
| Административно-територіальна одиниця              | РОСІЯНИ | РОСІЯНИ | УКРАЇНЦІ | УКРАЇНЦІ | ІНШІ  | ІНШІ | ВСЬОГО    |
|                                                    | ос.     | %       | ос.      | %        | ос.   | %    | ос.       |
| Загалом на території сучасної Білгородскої області | 932 374 | 57,51   | 683 245  | 42,14    | 5 665 | 0,35 | 1 621 284 |
| Валуйський повіт                                   |         |         |          |          |       |      |           |
| м. Валуйки                                         | 9 045   | 88,30   | 951      | 9,28     | 247   | 2,41 | 10 243    |
| Валуйська вол.                                     | 40 492  | 89,34   | 4 692    | 10,35    | 137   | 0,31 | 45 321    |
| Вейделевська вол.                                  | 13 312  | 42,38   | 17 944   | 57,13    | 155   | 0,50 | 31 411    |
| Волоконівська вол.                                 | 7 494   | 23,40   | 24 428   | 76,29    | 98    | 0,31 | 32 020    |
| Ливенська вол.                                     | 16 354  | 46,64   | 18 687   | 53,29    | 26    | 0,08 | 35 067    |
| Микитівська вол.                                   | 11 109  | 32,61   | 22 936   | 67,32    | 25    | 0,07 | 34 070    |
| Миколаївська вол.                                  | 2 198   | 8,39    | 23 983   | 91,54    | 18    | 0,07 | 26 199    |
| Погромська вол.                                    | 21 063  | 52,29   | 19 145   | 47,53    | 74    | 0,18 | 40 282    |
| Уразовська вол.                                    | 14 401  | 39,04   | 22 407   | 60,74    | 82    | 0,23 | 36 890    |
| Россошанський повіт                                |         |         |          |          |       |      |           |
| Ровеньська вол.                                    | 1 722   | 4,01    | 40 652   | 94,74    | 535   | 1,24 | 42 909    |
| Острогозький повіт                                 |         |         |          |          |       |      |           |
| Олексіївська вол.                                  | 21 340  | 35,29   | 39 001   | 64,50    | 125   | 0,21 | 60 466    |
| Буденівська вол.                                   | 24 240  | 47,78   | 26 337   | 51,92    | 153   | 0,31 | 50 730    |
| Луценковська вол.                                  | 4 510   | 11,87   | 33 321   | 87,71    | 161   | 0,42 | 37 992    |
| Нижньодевіцький повіт                              |         |         |          |          |       |      |           |
| Шаталовська вол.                                   | 44 975  | 95,22   | 2 254    | 4,77     | 6     | 0,01 | 47 235    |
| КУРСЬКА ГУБЕРНІЯ                                   |         |         |          |          |       |      |           |
| Білгородський повіт                                |         |         |          |          |       |      |           |
| м. Білгород                                        | 27 345  | 88,11   | 2 243    | 7,23     | 1 448 | 4,67 | 31 036    |
| смт. Александровский                               | 1 333   | 84,37   | 222      | 14,05    | 25    | 1,58 | 1 580     |
| м. Короча                                          | 5 727   | 40,50   | 8 347    | 59,04    | 65    | 0,46 | 14 139    |
| смт. Новотаволжанський цук. зав.                   | 612     | 65,52   | 280      | 29,98    | 42    | 4,49 | 934       |
| смт. Шебекінський цук. зав.                        | 1 027   | 74,31   | 297      | 21,49    | 58    | 4,20 | 1 382     |
| Олексіївська вол.                                  | 17 341  | 60,64   | 11 234   | 39,28    | 23    | 0,08 | 28 598    |
| Большетроїцька вол.                                | 15 764  | 49,24   | 16 231   | 50,70    | 19    | 0,06 | 32 014    |
| Верхопенська вол.                                  | 41 668  | 99,13   | 301      | 0,72     | 66    | 0,16 | 42 035    |
| Веселолопанська вол.                               | 17 371  | 53,22   | 15 140   | 46,39    | 128   | 0,39 | 32 639    |
| Вісловська вол.                                    | 16 390  | 70,15   | 6 937    | 29,69    | 37    | 0,16 | 23 364    |
| Зимовенська вол.                                   | 11 906  | 47,38   | 13 184   | 52,46    | 41    | 0,17 | 25 131    |
| Корочанська вол.                                   | 17 724  | 60,27   | 11 675   | 39,70    | 10    | 0,04 | 29 409    |
| Муромська вол.                                     | 19 754  | 80,23   | 4 822    | 19,58    | 45    | 0,18 | 24 621    |
| Прохоровська вол.                                  | 21 349  | 52,17   | 19 549   | 47,77    | 26    | 0,06 | 40 924    |
| Пушкарська вол.                                    | 21 093  | 81,83   | 4 651    | 18,04    | 33    | 0,12 | 25 777    |
| Старогородська вол.                                | 34 260  | 84,84   | 6 065    | 15,02    | 59    | 0,14 | 40 384    |
| Стрелицка вол.                                     | 18 810  | 74,05   | 6 575    | 25,88    | 17    | 0,06 | 25 402    |
| Томаровська вол.                                   | 40 158  | 73,81   | 14 221   | 26,14    | 30    | 0,06 | 54 409    |
| Шаховська вол.                                     | 30 917  | 99,66   | 81       | 0,26     | 26    | 0,08 | 31 024    |
| Шебекінська вол.                                   | 26 145  | 82,97   | 5 247    | 16,65    | 118   | 0,38 | 31 510    |
| Грайворонский повіт                                |         |         |          |          |       |      |           |
| м. Грайворон                                       | 4 801   | 53,91   | 3 923    | 44,05    | 181   | 2,03 | 8 905     |
| смт. Борисівка                                     | 1 370   | 6,63    | 19 217   | 93,04    | 68    | 0,33 | 20 655    |
| смт. Готня                                         | 394     | 67,93   | 162      | 27,93    | 24    | 4,13 | 580       |
| Борисівська вол.                                   | 17 464  | 38,15   | 28 284   | 61,78    | 34    | 0,07 | 45 782    |
| Грайворонська вол.                                 | 3 649   | 13,56   | 23 199   | 86,21    | 63    | 0,23 | 26 911    |
| Дорогощанська вол.                                 | 26 556  | 70,97   | 10 826   | 28,93    | 34    | 0,09 | 37 416    |
| Краснояружська вол.                                | 3 929   | 11,51   | 30 123   | 88,23    | 91    | 0,27 | 34 143    |
| Ракитнянська вол.                                  | 22 575  | 50,77   | 21 827   | 49,08    | 66    | 0,15 | 44 468    |
| Старооскільський повіт                             |         |         |          |          |       |      |           |
| м. Старий Оскіл                                    | 19 495  | 96,55   | 273      | 1,35     | 424   | 2,09 | 20 192    |
| м. Новий Оскіл                                     | 8 050   | 90,91   | 647      | 7,31     | 158   | 1,78 | 8 855     |
| Бобровська вол.                                    | 36 220  | 90,66   | 3 697    | 9,25     | 36    | 0,10 | 39 953    |
| Большехаланська вол.                               | 21 595  | 74,60   | 7 303    | 25,23    | 48    | 0,16 | 28 946    |
| Великомихайлівська вол.                            | 21 741  | 46,22   | 25 284   | 53,75    | 13    | 0,03 | 47 038    |
| Волотовська вол.                                   | 12 605  | 50,82   | 12 132   | 48,91    | 67    | 0,27 | 24 804    |
| Казачанська вол.                                   | 16 940  | 60,30   | 11 089   | 39,48    | 62    | 0,22 | 28 091    |
| Новооскільська вол.                                | 17 426  | 48,88   | 18 206   | 51,07    | 18    | 0,05 | 35 650    |
| Скороднянська вол.                                 | 30 914  | 99,08   | 265      | 0,85     | 22    | 0,07 | 31 201    |
| Старооскільська вол.                               | 37 424  | 97,05   | 1 080    | 2,80     | 58    | 0,15 | 38 562    |
| Чернянська вол.                                    | 10 277  | 32,13   | 21 668   | 67,74    | 40    | 0,13 | 31 985    |

## Нинішній стан
В результаті Голодомору і виселень, українська громада майже зникла. Станом на 2010 рік лише 2,8 % населення області — українці.
Відсоток українців в районах Білгородської області станом на 2010 рік.
| Район                    | українці (у %) |
| ------------------------ | -------------- |
| місто Бєлгород           | 3,4 %          |
| Губкінський район        | 1,6 %          |
| Старооскільський район   | 2,3 %          |
| Алєксєєвський район      | 1,3 %          |
| Бєлгородський район      | 4,8 %          |
| Борисівський район       | 3,1 %          |
| Валуйський район         | 2,0 %          |
| Вейделєвський район      | 2,9 %          |
| Волоконівський район     | 1,7 %          |
| Грайворонський район     | 4,4 %          |
| Івнянський район         | 2,3 %          |
| Корочанський район       | 2,7 %          |
| Красненський район       | 1,2 %          |
| Красногвардійський район | 1,0 %          |
| Красноярузький район     | 3,1 %          |
| Новооскільський район    | 2,4 %          |
| Прохоровський район      | 2,9 %          |
| Ракитнянський район      | 2,4 %          |
| Ровенський район         | 6,9 %          |
| Чернянський район        | 1,9 %          |
| Шебекінський район       | 3,5 %          |
| Яковлівський район       | 3,5 %          |
| Область загалом          | 2,8 %          |